# Eugnosta percnoptila
Eugnosta percnoptila es una especie de polilla de la tribu Cochylini, familia Tortricidae.
Fue descrita científicamente por Meyrick en 1933.
Su envergadura es de 14-18 mm.

## Distribución
Se encuentra en República Democrática del Congo, Kenia, Tanzania y Uganda.